# Maxwell, der mutige Osterhase
Maxwell, der mutige Osterhase (Originaltitel: An Easter Tale) ist ein Zeichentrickfilm aus dem Jahre 1996, der von einem Osterhasen erzählt, der die Eier den Kindern in die Stadt bringen soll. Der Zeichentrickfilm wird in mehreren Episoden erzählt, die durch Buchumblättern voneinander getrennt sind.

## Handlung
Die Osterzeit naht und die Osterhasen haben alle Hände voll zu tun und müssen den Hennen Druck machen, dass sie mehr Eier für Osterhasenkönig Hopp legen. Nachdem die Hennen die Eier gelegt haben, malen die Hasen sie an. Unter ihnen ist auch Maxwell, grau meliert mit roter Brille und einem blauen Hemd. Es ist Karsamstag Mittag und die Hasen müssen genügend Eier zusammen haben, um sie bis zum Morgen des Ostersonntag in der Stadt verteilen zu können.
Nachdem genügend Ostereier zusammengekommen sind, versammeln sich die Hasen im Bau von Osterhausen-König Hopp und seiner Assistentin Esmeralda. Die hat auch ein Auge auf Maxwell geworfen. Hier soll der Hasen gewählt werden, der die Ostereier in einem Korb zu den Kindern bringt. Wie jedes Jahr bewirbt sich der athletische, angeberische Star um den Posten, der bisher jedes Jahr die Eier ausgetragen hat. Er trägt ein schwarzes-rotes Obergewand mit einem großen gelben Stern auf der Brust. Doch Hopp und Esmeralda bestehen darauf, dass sich ein Mitstreiter bewirbt. Maxwell meldet sich und die Hasen stimmen durch Klopfen gegen den Boden für einen der beiden ab. Alle Hasen außer Esmeralda klopfen für Star, der nun die Eier austragen soll. 
Star macht sich auf den Weg, fällt aber kurz darauf mit den Eiern in ein Loch und verletzt sich, sodass Maxwell nun doch für ihn einspringen muss. Maxwell zieht mit den Eiern im Korb durch den Wald in Richtung der Stadt. Der Wald birgt jedoch viele Gefahren und Geräusche, die Maxwell zunächst unheimlich sind. Zunächst tritt er in eine Schlammpfütze und verliert die Orientierung. Dennoch ist er mutig und schreitet voran. Schließlich hüpft Esmeralda aus dem Gebüsch, die ihn nun fortan begleitet. 
Sie gelangen an eine Weggabelung, wo der Waldkauz Oliver ihnen die Frage nach dem richtigen Weg stellt. Sie wählen den falschen und Maxwell stolpert. Dabei lässt er die Eier in einen Fluss fallen und zum Wasserfall hingleiten. Es gelingt Esmeralda und Maxwell die Eier noch rechtzeitig vor dem Wasserfall zu retten.
Esmeralda und Maxwell stärken sich und setzen ihre Reise durch den Wald in die Stadt fort. Währenddessen erholt sich Star von seinem Unfall. Als er erfährt, dass Esmeralda ihn sitzen ließ und mit Maxwell zusammen die Eier ausliefert, bricht er auf, Maxwell und Esmeralda zu folgen, um selbst die Eier abliefern zu können. Doch er ist nicht der einzige. Der Rabe Sidney soll für den Waldkönig Erk – einen Steinbock – die Ostereier stehlen. König Erk glaubt, dass der Verzehr von Ostereiern bei Vollmond ihm ewiges Leben schenkt.
Die Kinder in der Stadt warten schon und zweifeln, ob der Hase kommt. Maxwell und Esmeralda ruhen sich am Abend aus. Maxwell besorgt etwas zu essen und Esmeralda passt auf die Eier auf, besingt Maxwell als ihren Adonis und träumt, ihn zu heiraten.
Sidney taucht auf und lobt Esmeralda für ihren Gesang, bis er die Eier stehlen kann. Oliver kann ihn stoppen und die Eier landen auf einem Baum. Maxwells Versuch. sie auf Esmeraldas Schultern herunter zu holen, scheitert und Sidney fängt sie und bringt die Eier zu König Erk. Dieser ruft seine Untertanen zusammen, um die Eier bei Vollmond essen zu können – zufällig die nächste Nacht. Esmeralda und Maxwell überlegen, wie sie die Eier zurückholen können. 
Die beiden gehen zur Höhle von König Erk und auch Star folgt ihnen, um die Eier selbst in die Stadt zu bringen. Maxwell stiehlt die Eier bei Nacht aus Erks Höhle, doch Star nimmt sie ihm ab. Der Steinbock-König lässt ihn durch seine Untertanen verfolgen, Star stürzt und wird umzingelt. Maxwell und Esmeralda sehen, dass er in der Falle sitzt und wollen ihn retten. Als der König Star die Eier abnimmt, wird der Korb von Waldkauz Oliver genommen. Der König Erk lässt Sidney hinterherfliegen und es entbrennt ein Wettkampf. Oliver lenkt Sidney ab und gibt die Eier an Maxwell und Esmeralda. Der Kauz weist ihnen den Weg und Esmeralda geht mit den Eiern in die Stadt, während Maxwell noch Star retten muss.
Der Steinbock-König lässt Maxwell verfolgen, der sich versteckt hält. Er rettet Star aus der Grube und gemeinsam rennen sie Esmeralda hinterher in Richtung Stadt. Esmeralda wurde von König Erk eingeholt und steht auf einer Klippe. Star fordert den Steinbock-König heraus, der schließlich die Klippe herabstürzt. Maxwell, Esmeralda und Star haben den König besiegt und die Ostereier gerettet und machen sich gemeinsam mit Oliver auf den Weg zur Stadt. 
Sie erreichen die Stadt zur Morgendämmerung und um noch rechtzeitig vor Sonnenaufgang jedem Kind ein Ei zu liefern, teilen sie sich auf. So gelingt es alle Eier rechtzeitig zu verteilen. Am nächsten Morgen wachen die Kinder auf und sammeln voller Freude die Ostereier ein. Gemeinsam kehren die drei zurück und werden mit der goldenen Karotte von König Hopp ausgezeichnet. Sie beschließen von nun an, jedes Jahr immer gemeinsam die Eier auszuteilen. 

## Ausstrahlung
Der Zeichentrickfilm wurde bislang jährlich zur Osterzeit im Ersten oder im KiKA ausgestrahlt. Teilweise entfiel jedoch die jährliche Ausstrahlung.